# Олцо (Кремона)
Олцо је насеље у Италији у округу Кремона, региону Ломбардија.
Према процени из 2011. у насељу је живело 22 становника. Насеље се налази на надморској висини од 40 м.